# 人間交差点/Still Changing
「人間交差点/Still Changing」（にんげんこうさてん／スティル・チェンジング）は、日本のヒップホップグループRHYMESTERのメジャー13枚目のシングル。2015年4月29日発売。発売元はstarplayers Records（JVCケンウッド・ビクターエンタテインメント）。

## 概要
- JVCケンウッド・ビクターエンタテインメントのstarplayers Records移籍後初シングル。RHYMESTERとしては初の両A面シングルである。
- 通常盤のほか、前年に行われた全国ツアー「King Of Stage Vol. 11 The R Release Tour 2014」の模様が収録されたBlu-ray Discを同梱した初回限定盤A、DVDを同梱した初回限定盤Bの3種が発売された。
- 表題曲のひとつである「人間交差点」は、RHYMESTER主催の野外フェス「人間交差点」のテーマソング。

## 収録曲
1. 人間交差点 [3:56]
（作詞：Mummy-D, 宇多丸 / 作曲：DJ JIN / 編曲：DJ JIN）
  - DJ JINプロデュース。Mummy-Dが「アガる曲でミュージシャンと一緒にやれる曲」をDJ JINにリクエストし、演奏にはMountain Mocha Kilimanjaroが参加している。歌詞についてMummy-Dは「世の中が人間の個性に対し不寛容になっていると感じていて、渋谷スクランブル交差点では人がそれぞれに視点と目的地がある、それと同じように考えれば人に対する不寛容さが解消できるんじゃないか」と思ったことを書き、宇多丸は「交差点ではみんな自然と譲り合って、避け合って、無意識で素早く行動しているのに、大きな意味になるとそれができない」ということを歌っている[3]。
2. Still Changing [3:35]
（作詞：Mummy-D, 宇多丸 / 作曲：BACHLOGIC / 編曲：DJ JIN）
  - 2015年1月1日にPVがYouTubeの公式チャンネルで公開された[4]。Mummy-Dは高校の同窓会での体験が基になっており、「年相応の美しさやカッコよさ、変わることのよさ」を歌っている。それに対し宇多丸もMummy-Dに寄せた歌詞だったが、Mummy-Dにヒップホップのバランス的にも「もっと威張ってほしい」と言われ、全部書き直したという[3]。
3. 人間交差点 (Instrumental) [3:56]
4. Still Changing (Instrumental) [3:35]
5. 人間交差点 (Acapella) [3:36]
6. Still Changing (Acapella) [2:55]

## 初回限定盤Blu-ray・DVD
- 副音声はRHYMESTER3人による「元祖・生（ビール）コメンタリー」。

1. The R～Walk This Way
2. 午前零時～Once Again
3. The Choice Is Yours
4. K.U.F.U.
5. サバイバー
6. ちょうどいい (Piano Session With Kan Sano)
7. It's A New Day (Piano Session With Kan Sano)
8. Pop Life (Piano Session With Kan Sano)
9. After The Last～そしてまた歌い出す
10. Just Do It!
11. 付和Ride On
12. Hands
13. ザ・グレート・アマチュアリズム (Piano Session With Kan Sano)
14. ゆめのしま (Piano Session With Kan Sano)
15. ラストヴァース
16. This Y'all, That Y'all (Session With SCOOBIE DO)
17. 余計なお世話だバカヤロウ